# San Pedro (Pérez Zeledón)
San Pedro es un distrito del cantón de Pérez Zeledón, en la provincia de San José, de Costa Rica.

## Ubicación
Está ubicada a 30 kilómetros al sur de San Isidro de El General.

## Historia
San Pedro fue creado el 5 de octubre de 1951 por medio de Ley 1360, se anexa desde el cantón de Buenos Aires.
Entre los pioneros se recuerda a don Severiano Mora, oriundo de Poás de Aserrí, llegó a Pérez Zeledón procedente de Acosta un 22 de octubre de 1946. Vivió en La Trocha de Palmares, luego en el cantón de Los Chiles y después se fue para San Pedro.  Mora luchó para que este distrito tuviera luz eléctrica y cuando llegó el agua que se utilizaba para el consumo, se tomaba de una zanja.[cita requerida]
Son muchas las personas que han contribuido con el desarrollo comunal; entre ellas se destaca la participación de Miguel Ángel Quesada Gamboa, Rodolfo Quirós ( Presidente de la primera junta de educación), las familias Estrada y Ortiz, Elías Mora, Vicente Elizondo y Marciano Zúñiga.[cita requerida]
Por otro lado, más recientemente se resalta la labor de quien fuera síndico y regidor, Fernando Umaña, quien a través de sus gestiones muchas familias lograron contar con un techo digno; asimismo, contribuyó con el arreglo de los caminos, infraestructura educativa, salud, entre otros.[cita requerida]

## Geografía
San Pedro cuenta con un área de 206,12 km² y una altitud media de 585 m s. n. m.
San Pedro es el distrito tercero en extensión territorial.

## Demografía
Para el año 2022, San Pedro cuenta con una población estimada de 10 844 habitantes, y para el último censo efectuado, en 2011, San Pedro contaba con una población de 9102 habitantes.

## Localidades
- Barrios: Cruz Roja.
- Poblados: San Pedro, Arenilla (Junta), Alto Calderón, Cedral (parte), Colonia, Cristo Rey, Esperanza, Fátima, Fortuna, Guaria, Los Ángeles, Laguna, Nueva Hortensia, Nueva Santa Ana, Rinconada Vega, San Jerónimo, San Juan, San Juancito, San Rafael, Santa Ana, Santa Cecilia, Santo Domingo, Santiago, Tambor, Unión, Zapotal.

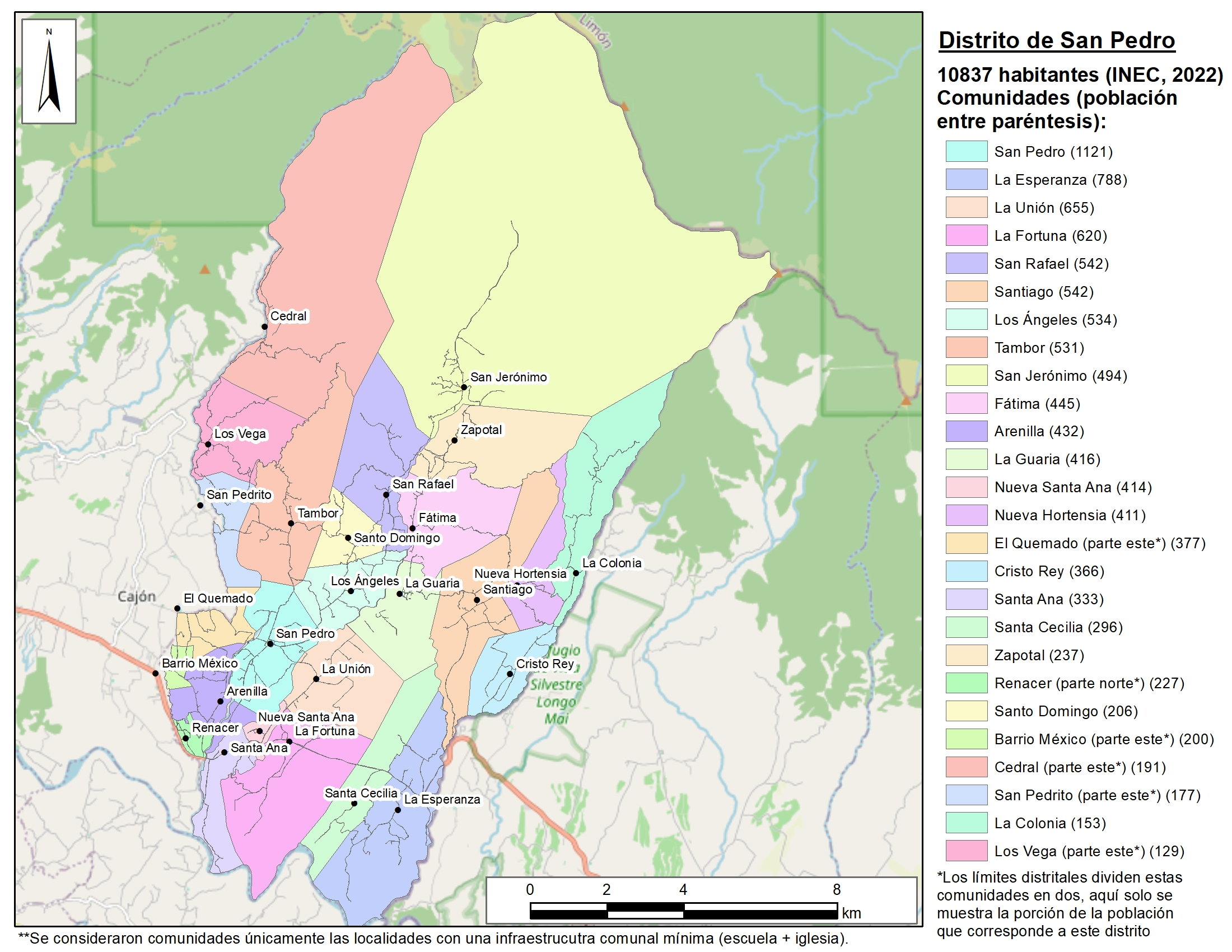
Mapa del distrito San Pedro

## Cultura

### Educación
Uno de los proyectos que se destacan en este distrito es la construcción del Liceo San Pedro, el cual en sus primeros años de fundado, se ganó el título como el mejor en rendimiento académico, lo que se constituye en un orgullo para sus habitantes y vecinos en general.

## Economía
Zona cafetalera y turística por las faldas del Parque nacional Chirripó, agricultura, ganado de engorde y leche.
En cuanto a la producción, los habitantes del distrito se dedican principalmente a la crianza y cuidado de ganado para leche y engorde. La industria agrícola también ocupa un lugar destacado, especialmente el cultivo de café, que, a pesar de la inestabilidad de sus precios en el mercado internacional, sigue representando una fuente de ingresos valiosa para muchas familias, quienes se ganan la vida mediante la recolección del grano.
Por otro lado, la actividad turística, aunque no se desarrolla de forma extensiva, también tiene relevancia. Las faldas del Parque Nacional Chirripó se han convertido en uno de los principales atractivos del distrito, atrayendo visitantes por su belleza escénica y riqueza natural.

## Transporte

### Carreteras
Con respecto a la infraestructura vial, la mejoría es notable; el lastre luce en mejor estado y desde la Carretera Interamericana hasta el centro de población, la calle está asfaltada. Al distrito lo atraviesan las siguientes rutas nacionales de carretera:
- Ruta nacional 2
- Ruta nacional 327
- Ruta nacional 333